# Pseudolestidae
Pseudolestidae är en familj av trollsländor. Pseudolestidae ingår i överfamiljen Lestoidea, ordningen trollsländor, klassen egentliga insekter, fylumet leddjur och riket djur. Enligt Catalogue of Life omfattar familjen Pseudolestidae 2 arter. 
Kladogram enligt Catalogue of Life:
| Pseudolestidae | \| \| Lestomima \| \| \| \| \| \| Pseudolestes \| \| \| \| |
|                | \| \| Lestomima \| \| \| \| \| \| Pseudolestes \| \| \| \| |
|                | smaragdflicksländor (glansflicksländor)                    |
|                |                                                            |
|                | Megapodagrionidae                                          |
|                |                                                            |
|                | Perilestidae                                               |
|                |                                                            |
|                | Synlestidae                                                |
|                |                                                            |
|                | Lestomima                                                  |
|                |                                                            |
|                | Pseudolestes                                               |
|                |                                                            |

|  | Lestomima    |
|  |              |
|  | Pseudolestes |
|  |              |